# John Kamara
Pour les articles homonymes, voir Kamara.
John Bankolé Kamara, abrégé John Kamara, né le 12 mai 1988 à Freetown, est un footballeur international sierra-léonais. Il évolue au poste de milieu de terrain.

## Carrière

### En club
En octobre 2014, alors qu'il joue au PAS Lamia, John Kamara se voit interdit de participer à l'entraînement du club en raison de son voyage international au Cameroun et du virus Ebola. Il s'affiche alors avec un t-shirt sur lequel est écrit « Nous sommes africains, pas un virus ».
Durant l'été 2015, il rejoint l'Aris Salonique.

### En sélection
Kamara joue son premier match avec l'équipe de Sierra Leone le 8 juin 2013 contre la Tunisie, dans le cadre des éliminatoires du mondial 2014.
Il inscrit son premier but avec l'équipe de Sierra Leone le 19 novembre 2014 contre la République démocratique du Congo, dans le cadre des éliminatoires de la Coupe d'Afrique des nations 2015.

## Statistiques
| Saison                | Club                  | Championnat           | Championnat | Championnat | Coupe(s) nationale(s) | Coupe(s) nationale(s) | Sierra Leone | Sierra Leone | Total | Total |
| Saison                | Club                  | Division              | M.          | B.          | M.                    | B.                    | M.           | B.           | M.    | B.    |
| 2011-2012             | Al Tadamon Tyr        | Premier League        | 20          | 0           | 2                     | 0                     | -            | -            | 22    | 0     |
| Sous-total            | Sous-total            | Sous-total            | 20          | 0           | 2                     | 0                     | -            | -            | 22    | 0     |
| 2012-2013             | Apollon Smyrnis       | Football League       | 34          | 0           | 1                     | 0                     | 2            | 0            | 37    | 0     |
| 2013-2014             | Apollon Smyrnis       | Superleague           | 13          | 0           | 3                     | 0                     | -            | -            | 16    | 0     |
| Sous-total            | Sous-total            | Sous-total            | 47          | 0           | 4                     | 0                     | 2            | 0            | 53    | 0     |
| 2014-2015             | PAS Lamia             | Football League       | 17          | 0           | 1                     | 0                     | 5            | 1            | 23    | 1     |
| 2015-2016             | Aris Salonique        | Football League 2     | 0           | 0           | 0                     | 0                     | 2            | 0            | 2     | 0     |
| Sous-total            | Sous-total            | Sous-total            | 17          | 0           | 1                     | 0                     | 7            | 1            | 25    | 1     |
| 2016-2017             | Riga FC               | Virslīga              | 19          | 0           | -                     | -                     | -            | -            | 19    | 0     |
| Sous-total            | Sous-total            | Sous-total            | 19          | 0           | -                     | -                     | -            | -            | 19    | 0     |
| Total sur la carrière | Total sur la carrière | Total sur la carrière | 103         | 0           | 7                     | 0                     | 9            | 1            | 119   | 1     |